# 생기론
생기론(生氣論, 영어: vitalism)은 활력설(活力說)이라고도 하며, 생물에는 무생물과 달리 목적을 실현하는 특별한 생명력이 있다는 설이다. 
정지된 세계를 견인하는 물리학과 화학적인 관점에서의 힘이라는 것에 이견이 있다는 점에서 철학적으로 유물론과 반대의 입장에 있다. 아리스토텔레스는 잠재력과 실제(entelechy)라는 용어를 사용하여 본질과 형태의 차이에 대해 설명하려 하였다. 본질과 내제된 실체가 있다는 점에서 유기물은 무기물과 다르며, 그것이 없다면 살아있는 생명체가 아닌 것과 마찬가지라는 것이다. 이러한 고대 사상가들의 생각은 르네상스 시대에 접어들면서 다시 재창되었으며 중세와 근대의 과도기적 시기에 주된 인식론적 관점을 제공했다. 파라켈수스와 같은 인물이 대표적이라 할 수 있는데 파라켈수스는 인간을 '아르케우스(Archeus)적 실패작'으로 칭했다. 파라켈수스는 아르케우스적 실패작인 인간이 쓸모 없는(poisonous) 요소에서 유용한 부분을 분리해내려는 행위를 생명력의 원천이라고 생각했다. 19세기에 들어서도 이러한 관점은 여전히 우세했으나, 점차 화학, 물리학, 생리학 등 과학에 기반한 실험들에 의해 그 입지를 잃었다. 이러한 인식의 전환을 일으킨 과학자에는 생리학자인 테오도어 슈반, 헤르만 폰 헬름홀츠, 의사 에밀 두 보이스 레이몬드가 있으며 결정적으로 카를 루트비히의 역할이 컸다. 철학적 관점에는 관심이 없었던 프리드리히 뵐러가 기존에 생명체를 통해서만 합성된다고 여겨졌던 요소를 시안산 암모늄을 가열하여 실험실에서 합성해내면서 생기론의 입지를 약화시킨 것 또한 결정적이었다.

## 같이 보기
- 동종요법
- 생의 철학
- 에테르체(Etheric body)
- 이원론
- 환원 불가능한 복잡성
- 에너지
  - Ruh
  - 에너지 (밀교)
  - 오딕 포스(Odic force)
  - 오렌다(Orenda)
  - 활기(Vitality)
  - Vis medicatrix naturae
- 인물
  - 앙리 베르그송
  - 제인 베넷 (정치이론가)(Jane Bennett)
  - 조르주 캉길렘(Georges Canguilhem) - 프랑스의 과학철학을 대표하는 인물
  - 한스 드리슈